# Vieland (Bremen)
Das Vieland war eine Landgemeinde und eine Ortslage im Süden der Stadt Bremen an der Ochtum und an der linken Seite der Weser. Es war, und ist es in kleineren Bereichen noch, eine Marschenlandschaft. Es entspricht ungefähr dem heutigen Bremer Stadtbezirk Süd. Auf dem Gebiet liegen heute die bremischen Stadtteile Obervieland, Neustadt, Huchting und Woltmershausen sowie die Ortsteile  Seehausen, Strom und Neustädter Hafen.

## Geschichte

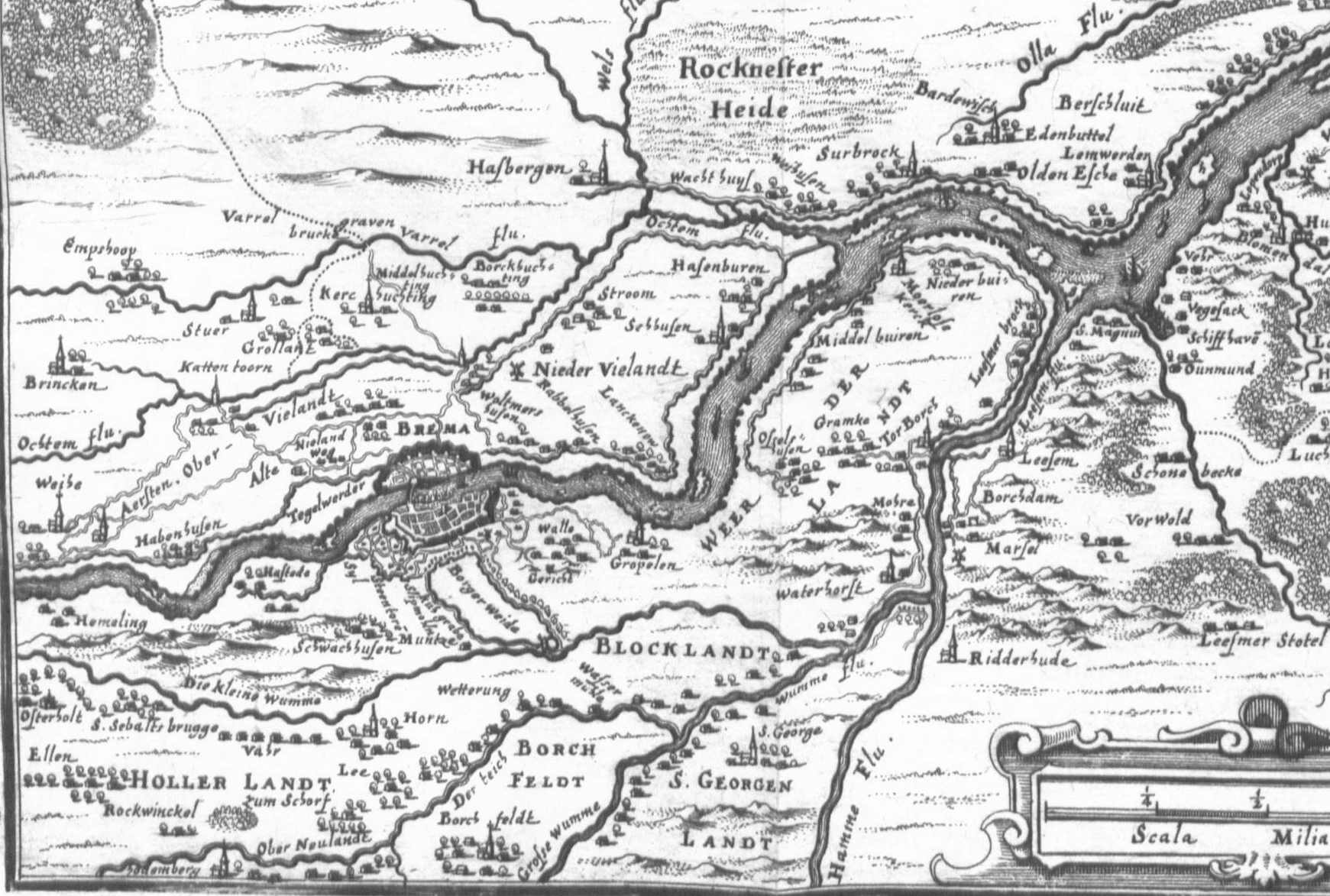
Ober- und Nieder „Vielandt“ im 17. Jahrhundert

Der Name Vieland wird gerne damit begründet niederdeutsch Vie stehe für flaches, sumpfiges Land. Er ist aber ebenso gut damit zu erklären, dass auf dem hochwassergefährdeten Landstreifen zwischen Weser-Hauptstrom und Ochtum Viehzucht zunächst erfolgversprechender war als Ackerbau. Das Vieland wurde um 1280 als in dem vi lande, um 1297 als Vilant und um 1364 als Vylant erwähnt.
Im 11. bis 13. Jahrhundert wurde das Vieland im Bereich Strom und Seehausen durch Entwässerungsgräben und Deichbau kultiviert. 1158 gestattete Kaiser Friedrich Barbarossa die Bebauung des Vielandes. 1201 begann die Kultivierung der Neuenlander Feldmark. 1212/1220 formierte sich das Vieland als Landgemeinde. Das nordwestliche Gebiet des Vielandes um Strom, Seehausen und Woltmershausen grenzte bis zum Stedingerkrieg 1234 an das Land der Stedinger. Wie der größte Teil des späteren stadtbremischen Territoriums gehörte das Vyland/Viehland zunächst zum Landbesitz des Erzbistums. Die Niedergrafschaft Hoya und Bruchhausen hatte Streubesitz im Vieland. Erst im Laufe des 14. Jahrhunderts konnte der Rat der (faktischen) Reichsstadt durchsetzen, dass Gogreve und Geschworene der Landgemeinde nach seinem Maßgaben zu wählen waren. Aber noch 1390 regelten Rat und Domkapitel gemeinsam, dass die Gewässer an den Grenzen des Vielandes zu einer Landwehr auszubauen seien und alle Ackerbauern des Gebietes sich „für des Landes Not“ zur Verteidigung bereithalten sollten.
Seit dem 13. Jahrhundert war das Vieland in drei Kirchspiele unterteilt: Der Nordwesten mit den Dörfern Rablinghausen und Seehausen  war bei St. Jacobi in Seehausen eingepfarrt. Woltmershausen, Ware und Warturm gehörten zum Kirchspiel der  Martinikirche in der Stadt. Das  Kirchdorf für den Südosten des Vielandes war Arsten, das im 13. Jahrhundert noch zur Niedergrafschaft Hoya und Bruchhausen gehörte. Das Patronat über Seehausen hielt die Grafschaft Hoya sogar noch im 16. Jahrhundert die, wodurch mit der Reformation die Kirchengemeinde Seehausen lutherisch wurde und nicht wie die Stadt Bremen reformiert.
Das tiefgelegene Marschenland war Hochwasser gefährdet (Sturmfluten oder Hochwasser von 1164, Dezember 1717, März 1827, März 1830, Februar/März 1881, März 1906, Februar 1946, Februar 1962), so dass eine Hauptaufgabe der Landgemeinde Vieland das Deich- und Entwässerungssystem war. Für das Vieland waren zunächst mehrere Deichvögte zuständig. An die Stelle der Vögte trat im 14. Jahrhundert der Gohgraf für den Goh. Der Goh war eine Gerichtseinheit der mittelalterlichen Gohgerichte. Der grundbesitzende Gohgraf für das Vieland, Richter des Gohs, wurde mit Zustimmung des Bremer Rates von den grundbesitzenden Ministerialen gewählt und war für die Verteidigung, Besteuerung und Unterhaltung der Deiche zuständig. Ab 1551 stand ihm nur noch die Niedere Gerichtsbarkeit zu. Sprecher für die Landgemeinde Vieland waren die Geschworenen (Landgeschworene).
1598 wurde das Vieland geteilt in Obervieland und Niedervieland. Obervieland ist heute ein Stadtteil von Bremen. Niedervieland ein Gebiet, das die Orts- und Stadtteile Seehausen, Strom, Woltmershausen und Neustädter Hafen umfasst. Die Gohgräfewahl wurde 1598 abgeschafft. Stattdessen war der drittjüngste Ratsherr eines der vier Bremer Stadtquartiere der jeweilige Gohgraf. 1811, zur Bremer Franzosenzeit, wurden die Gohe aufgelöst. 1817 trat an ihre Stelle das Landherrnamt. 1946 wurden für die Ortsteile die Ortsämter und 1971 die Beiräte eingeführt.

## Nachweise
1. ↑  Sehr geehrter Herr Lamm,
danke für Ihr Interesse - aber nicht wegen meiner Dissertation, sondern wegen eines neuen Themas, das mich beschäftigt, kann ich etwas beisteuern: Der friesische Spitzenahn der Grafen von Hoya war der Kolonisator Bovo als Vasall Heinrichs des Löwen und der Erzbischöfe von Bremen (Veröff. in Vorbereitung). In Bezug auf die Sie interessierende Region konnten er und die frühen Hoyaer Grafen sich nicht gegen die Erzbischöfe und die Grafen von Oldenburg-Bruchhausen durchsetzen, so dass es bei Streubesitzungen blieb: Außer der Seehauser Kirche übrigens auch der dortige Burgwall (hier saßen lt. Trüpers Rittern und Knappen die Edelherren von Seehausen).
Mit freundlichen Grüssen
Bernd Ulrich Hucker (12. November 2023, 14:25)
2. ↑  Hans G. Trüper: Ritter und Knappen zwischen Weser und Elbe. (Die Ministerialität des Erzstifts Bremen.) In: Schriftenreihe des Landschaftsverbandes der ehemaligen Herzogtümer Bremen und Verden, Band: 12 → erweiterte Neuauflage 2015
3. ↑  Staats- und Universitätsbibliothek Bremen: Digitale Sammlungen › Bremisches Urkundenbuch › Urkunden von 1381 - 1410 › Nr. 127 (1390 November 25.): „Wy cappittel unde rad der stad Bremen bekennet unde betughet (bezeugen) openbare in dessem breve, dat wy endrachtliken (einträchtig) … een grave to ewighen tyden gan schal umme dat Vilant (ein Graben auf ewige Zeiten um das Viehland gehen soll) …“ (S. 160 – 162) zuletzt aufgesucht am 14. April 2014